# Prótesis removible metálica

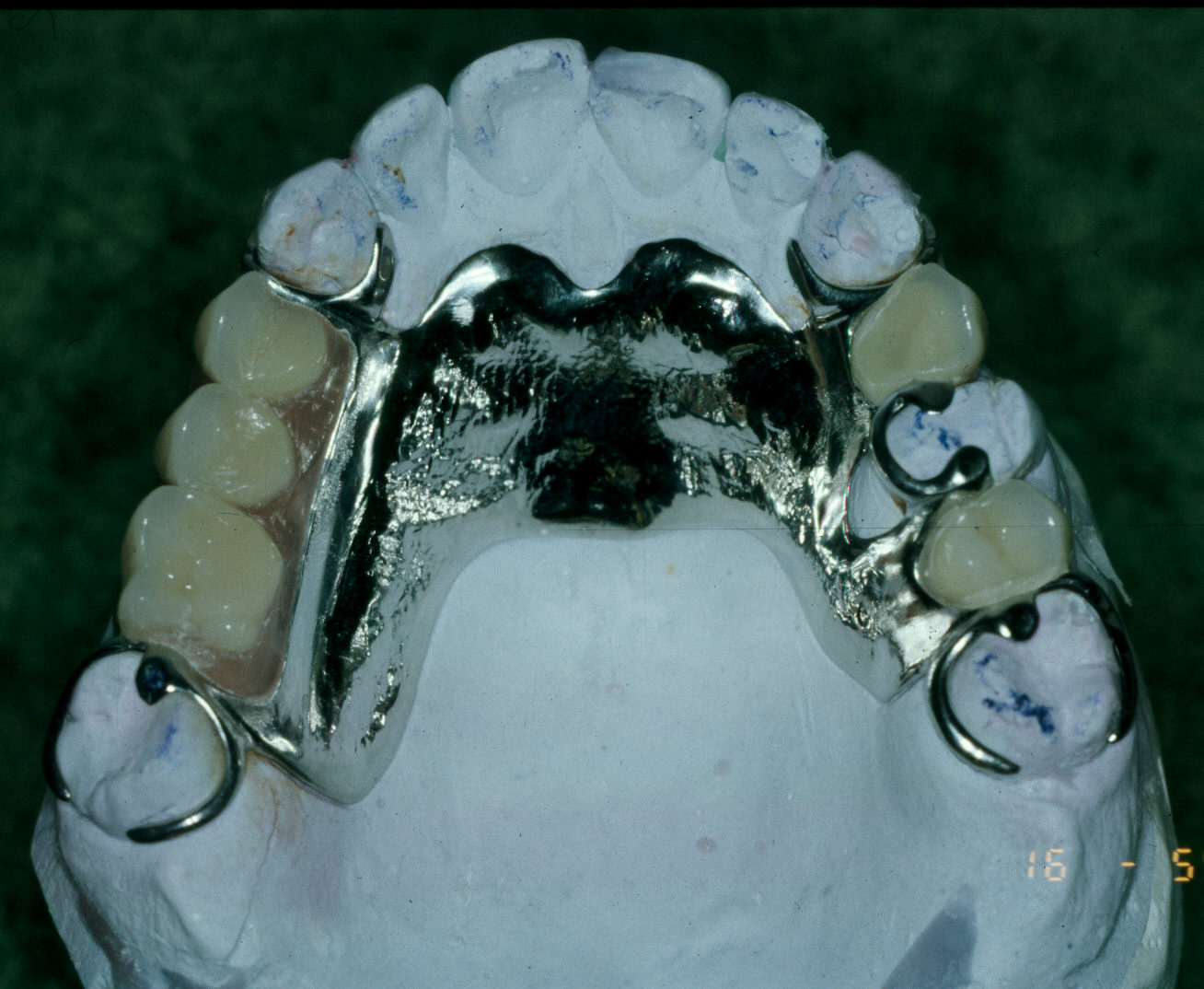
Prótesis esquelética superior

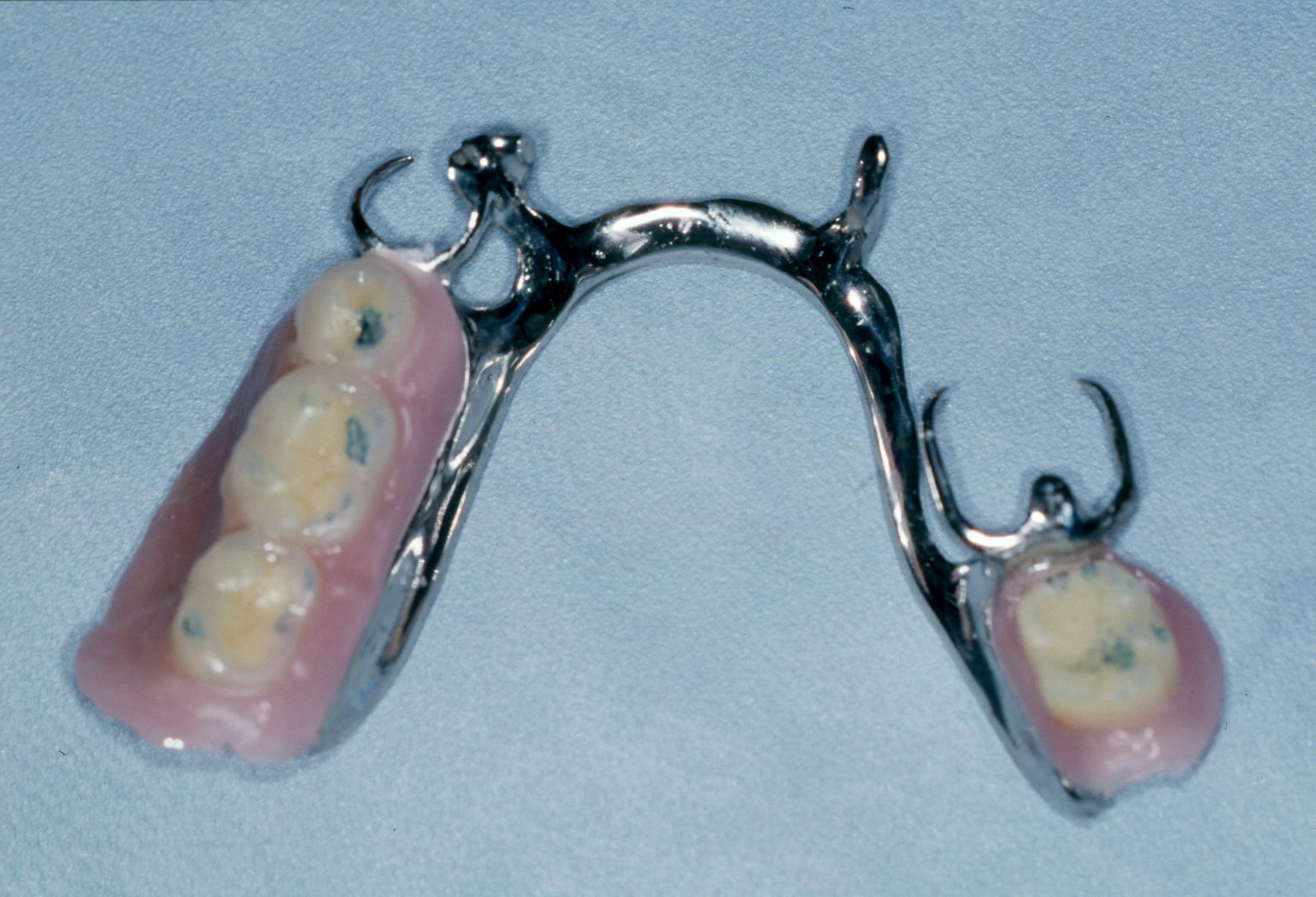
Prótesis esquelética inferior con marcas azules en las caras oclusales, después de haber sido recién articulada.

Las prótesis removibles metálicas, también conocidas como prótesis esqueléticas, pueden ser dentosoportadas (se sujetan del diente) o dentomucosoportadas (se sujetan del diente y de la mucosa, como es el caso del extremo libre de piezas dentarias), y se aplican cuando el paciente aún conserva algunos de sus dientes naturales. Son removibles, es decir, puede extraerlas y colocarlas el propio paciente.
Se elaboran mediante una estructura metálica (base metálica) colada (hecha de diferentes aleaciones, tanto nobles como no nobles), a partir de un patrón de cera creado manualmente y, con el uso de preformas, sobre los modelos de revestimiento. Los dientes y las reconstrucciones de la encía son de resina acrílica.

## Partes
Se componen de los siguientes elementos:
- conector mayor o armadura o estructura metálica
- conectores menores
- retenedores
- bases
- apoyos oclusales
- elementos estabilizadores y retenedores indirectos

## Conector mayor
Es el elemento básico (metálico) de la prótesis al cual van unidos los componentes restantes. Debe tener una rigidez adecuada para una efectiva distribución de las fuerzas producidas durante la masticación.

### Requisitos
El conector mayor debe cumplir con las siguientes características:
- rigidez
- respeto al soporte osteo-mucoso
- comodidad para el paciente

### Tipos
Según el tipo de diseño que se realice, se observan:

#### Conectores mayores del maxilar superior
- plancha palatina de recubrimiento total
- placa en forma de U, en herradura o galápago
- placa palatina única o plancha palatina media
- placa palatina anterior y posterior
- barra palatina
- doble barra palatino

#### Conectores mayores mandibulares
Los conectores mayores mandibulares se clasifican en:
- Linguales:
  - barra lingual; 1,6 mm, 3-4 mm del reborde gingival
  - doble barra lingual
  - placa lingual
  - placa cingular

- Labiales:
  - barra labial

- Mixtos:
  - swing-lock

unidad removible metálica
- - unidad metálica total

## Conector menor
Es un elemento metálico que sirve de unión entre el conector mayor y otros elementos de la prótesis (como pueden ser retenedores y apoyos). Deben ser muy rígidos, reforzados y adaptados a los espacios interdentales, que deben prepararse previamente en la boca. Sus principales funciones son las siguientes:
- unen las partes de una prótesis parcial al conector mayor;
- transfieren las cargas funcionales recibidas a los dientes pilares en que se apoyan;
- transmiten las fuerzas aplicadas a cualquiera de los elementos de las prótesis parciales removible, al conector mayor y a los tejidos blandos que los rodean.

## Retenedores o ganchos
Los retenedores de las prótesis removibles metálicas son retenedores por presión que retienen a las prótesis en la boca, aplicando su acción sobre el contorno del diente. Se construyen y se cuelan al mismo tiempo que el resto de la estructura metálica.
Constan de un brazo retentivo, que es la parte activa del retenedor, y deben ser flexibles y apoyarse sobre el esmalte, por debajo de la línea de máximo contorno. El brazo recíproco, rígido, es el que se opone a la fuerza ejercida por el brazo flexible sobre el diente pilar.

### Tipos
- suprarrententivos: llegan a la zona retentiva desde oclusal;
- infrarretentivos: llegan a la zona retentiva desde cervical.

Según el punto de unión con la estructura de la prótesis:

### Retenedores de unión proximal
- retenedor de Ackers
- retenedor en horquilla
- retenedor simple de brazo único
- retenedor en anillo

### Retenedores de unión lingual
- retenedor de Nally & Martinet
- retenedor de Bonwil o doble Acker
- retenedor de pinza
- retenedor con sistema macho hembra

### Retenedores de barra (o con brazo accesorio)
- retenedor en T y en Y
- retenedor en I
- retenedor del sistema RPI
- retenedor en C y en L

## Apoyos oclusales
Se considera que todo elemento de la prótesis removible metálica que descansa sobre una superficie dental y que sirve para dar soporte vertical a las prótesis es un apoyo. Previene el hundimiento de la prótesis (enclavamiento), con lo que evita daños sobre la mucosa y sobre la encía. La otra función importante de los apoyos es la distribución, hacia los dientes pilares, de las fuerzas recibidas durante la masticación. Además de eso, los apoyos deben ser realizados por mesial de los premolares y molares, y cuando se colocan sobre los dientes del grupo anterior se realizan en los cíngulos. En cuanto a su forma, pueden ser triangulares, en el caso de los dientes del sector o grupo posterior, y en forma de "dedo" o "techo de rancho", en los del sector anterior.

## Bases o sillas
Son los componentes cuya principal función es servir de soporte a los dientes artificiales y a la resina estética en forma de encía. Estas bases transfieren las fuerzas oclusales a la mucosa y, por tanto, también a las estructuras orales que la soportan.
Estas también son conocidas como topes hísticos; además, son las únicas estructuras que pueden hacer contacto con el tejido gingival.
Es el elemento de la prótesis encargado de sostener los dientes faltantes, que regularmente descansa en la zona edéntula del modelo.